# Zar und Zimmermann (1956)
Zar und Zimmermann ist eine deutsche Opernverfilmung der DEFA von Hans Müller aus dem Jahr 1956. Sie beruht lose auf der komischen Oper Zar und Zimmermann von Albert Lortzing.

## Handlung
Der junge Zar Peter I. hält sich inkognito unter dem Namen Peter Michailow in der holländischen Kleinstadt Saardam auf, um hier als Zimmermannsgeselle das Handwerk eines Schiffbauers zu erlernen. Zusammen mit dem Fahnenflüchtigen Peter Iwanow ist er der einzige Russe, der am Bau eines Schiffes für Peter I. beteiligt ist. Beide Peters sind in die junge Marie verliebt, die sich jedoch nicht für einen von ihnen entscheiden kann.
Die Anwesenheit des Zaren in Saardam wird deutlich, als sowohl der Botschafter von Frankreich als auch der Botschafter von England auf der Suche nach ihm in der Stadt erscheinen. Beide wollen den Zaren für einen Vertrag mit ihrem Land gewinnen. Als der Bürgermeister van Bett von der Anwesenheit des Zaren erfährt, beginnt er, an einem Huldigungs-Choral zu arbeiten, auch wenn er ein musikalischer Dilettant ist. Da die Botschafter das Inkognito des Zaren aufzudecken drohen, veranlasst Peters Vertrauter Admiral Lefort, sämtliche reisende Ausländer aus der Stadt zu verweisen. Van Bett jedoch führt die Aufgabe falsch aus und beordert alle Schiffbauer ins Rathaus, darunter auch die beiden Peters. Während der französische Gesandte an der Unterhaltung Peter Michailows mit Lefort erkennt, dass er der richtige Zar sein muss, glaubt der englische Gesandte, in Peter Iwanow den Zaren zu erkennen. Marie wiederum hofft, dass Peter Iwanow kein Gesandter ist und somit ihr Geliebter werden kann. Als der Zar erkennt, dass sein Freund mit ihm verwechselt wird, animiert er sie dazu, die Maskerade mitzumachen. Bei einem Fest, das wenig später den Schiffbauern zu Ehren veranstaltet hat, präsentiert sich Peter Iwanow als Zar und wird hochnäsig, bis er von Marie eine Ohrfeige erhält. Van Bett drängt darauf, dass er einen Vertrag mit England unterschreibt, der ihm als Bürgermeister 5000 Gulden bringen würde. Peter Iwanow ist am Ende jedoch zu betrunken und wird im Rathaus im Ehrenzimmer untergebracht.
Zar Peter I. hat auf dem Fest von Lefort Nachricht erhalten, dass in Russland Unruhen ausgebrochen seien und die Aufständischen ihren Zaren sehen wollen – er muss nun schnellstmöglich nach Russland zurückkehren. Schweren Herzens begibt er sich an Bord, doch sucht ihn Marie am Hafen auf. Hier gesteht er ihr, der Zar zu sein, und bittet sie, Peter Iwanow noch ein wenig länger Zar spielen zu lassen. Nur so könne er unerkannt an Bord gehen und auch ohne Wissen der Aufständischen nach Russland fahren. Sie willigt ein und begegnet am nächsten Morgen dem nun nüchternen und verwirrten Peter Iwanow untertänig. Auch van Bett und der englische Gesandte wollen Peter Iwanow nicht glauben, dass er nur ein Schiffbauer sei, bis plötzlich Rufe ertönen, dass das russische Schiff, das für den Zaren gebaut wurde, ablegt. An Bord ist Zar Peter I., der unterdessen mit dem französischen Gesandten den Vertrag abgeschlossen hat und sich nun singend von den holländischen Frauen verabschiedet. Peter Iwanow wird er als Aufseher seiner Werft in Sankt Petersburg einstellen und Marie wird Peter Iwanow als Ehefrau folgen.

## Produktion
Zar und Zimmermann, dessen Produktionskosten sich auf 2,3 Millionen Mark beliefen, erlebte am 18. Mai 1956 im Berliner Kino Babylon seine Premiere. Er erschien mit Eine Berliner Romanze und Thomas Müntzer innerhalb der Festwoche zum zehnjährigen Bestehen der DEFA.

## Synchronisation
Der Gesang der Darsteller wurde synchronisiert:
| Rolle           | Darsteller       | Sänger           |
| --------------- | ---------------- | ---------------- |
| Van Bett        | Willy A. Kleinau | Heinrich Pflanzl |
| Peter Michailow | Bert Fortell     | Josef Metternich |
| Marie           | Lore Frisch      | Ingeborg Wenglor |
| Peter Iwanow    | Günther Haack    | Gerhard Unger    |

## Kritik
Die zeitgenössische Kritik lobte die Fotografie des Films, so erinnere das Szenenbild „an Gemälde alter holländischer Meister“. Andere Rezensenten kritisierten hingegen „die grellbunte, einige Male etwas aufdringliche Optik des Streifens“. Frank-Burkhard Habel empfand, dass der Film eine „geschickt ins Filmische umgesetzte Opern-Adaption“ ist.
Das Lexikon des internationalen Films nannte den Film „auf gefällige Weise den bekannten Melodien und dem bunten Volkstreiben im niederländischen Kostüm des 16. Jahrhunderts zugewandt. Hervorragend: die vitale Darstellung des Bürgermeisters.“
Der Evangelische Film-Beobachter zog folgendes Fazit: „Mit viel künstlerischem und technischem Aufwand hergestellt. Wenn auch nicht in allen Einzelheiten voll befriedigend, so im ganzen als gute, heitere Unterhaltung ab 15 zu empfehlen.“